# Tobias Vogel
Tobias Vogel (* 13. April 1964 in Neubrandenburg) ist ein ehemaliger deutscher Fußballspieler im Mittelfeld. Er spielte für den FC Vorwärts Frankfurt (Oder) und die BSG Energie Cottbus in der DDR-Oberliga.

## Karriere
Vogel spielte in seiner Jugend zunächst bei der ASG Vorwärts Neubrandenburg und anschließend beim FC Vorwärts Frankfurt (Oder). Dort debütierte er in der Oberliga am 12. Spieltag der Saison 1984/85, als er beim 1:1-Unentschieden gegen Dynamo Dresden am 1. Dezember 1984 in der Startelf stand. Es folgten in der Saison sechs weitere Einsätze. 1985/86 musste er sich weiterhin mit der Reservistenrolle begnügen. In der folgenden Saison wurde Vogel 17 Mal eingesetzt, allerdings häufig nur nach Einwechslung. In der Spielzeit 1987/88 absolvierte er 18 von 26 Partien, wobei er 12 Mal in der Startelf stand. Nach dem Abstieg in die zweitklassige DDR-Liga kam er noch zwölf Mal zum Einsatz, bevor er 1989 zur BSG Energie Cottbus wechselte. Dort wurde er nur in zwei Oberliga-Spielen eingesetzt und ging 1990 zur BSG Chemie Guben. In den folgenden zwei Spielzeiten wurde Vogel in 23 Partien eingesetzt. 1991 ging er zurück nach Frankfurt, wo er 1993 seine Karriere beendete.